# Yōji Enokido
Yōji Enokido (榎戸 洋司 Enokido Yōji?, Prefectura de Shiga, 27 de septiembre de 1963) es un guionista y novelista de anime japonés.

## Biografía
Yōji Enokido nació el 27 de septiembre de 1963 en la Prefectura de Shiga. Se graduó de la escuela especializada de la Universidad de las Artes de Kioto (actualmente conocida como Universidad de Arte y Diseño de Kioto). Después de graduarse de la escuela técnica, ingresó a Telenet Japan, donde desempeñó un papel central como responsable de la planificación de juegos en red, proponiendo diversas ideas.
En 1994, hizo su debut como guionista en la serie de anime Bishōjo Senshi Sailor Moon S, dirigida por su amigo de la época de la escuela secundaria y la universidad, Kunihiko Ikuhara. Su amistad con Ikuhara continuó, y cuando Ikuhara se independizó de Toei Animation, se unió al grupo de creadores Be-Papas, dirigido por Ikuhara, y participó en la producción de Shōjo Kakumei Utena.
Ha colaborado en numerosas ocasiones con el director Takuya Igarashi en obras como Ouran High School Host Club, Star Driver: Kagayaki no Takuto, Bungō Stray Dogs, y Captain Earth.

## Estilo
Se caracteriza por el uso frecuente de metáforas relacionadas con la sexualidad y el género en sus historias. En sus guiones, da gran importancia a la interacción entre los personajes y evita al máximo los diálogos explicativos, utilizando expresiones cargadas de metáforas que invitan al espectador a imaginar el trasfondo de los personajes.

## Trabajos

### Series de televisión
| Año  | Anime                             | Estudio                     | Funciones                                                                             | Refs.               |
| ---- | --------------------------------- | --------------------------- | ------------------------------------------------------------------------------------- | ------------------- |
| 1994 | Bishōjo Senshi Sailor Moon S      | Toei Animation              | Guionista (#96, 100, 106, 110, 114-115, 119, 124-125)                                 | [ 1 ] [ 7 ]         |
| 1995 | Bishōjo Senshi Sailor Moon SuperS | Toei Animation              | Composición de la serie Guionista (#128, 132, 135, 143, 148-150, 163-166)             | [ 8 ]               |
| 1995 | Neon Genesis Evangelion           | Gainax Tatsunoko Production | Guionista (#2, 7-8, 11)                                                               | [ 9 ]               |
| 1997 | Shōjo Kakumei Utena               | J.C.Staff                   | Composición de la serie Guionista (#1-5, 7, 9, 13-15, 22-23, 25-26, 30, 33-34, 37-39) | [ 3 ] [ 10 ] [ 11 ] |
| 2002 | RahXephon                         | Bones                       | Guionista (#4-5, 8, 20)                                                               | [ 12 ]              |
| 2002 | UFO Princess Valkyrie             | TNK                         | Guionista (#4)                                                                        | [ 13 ]              |
| 2004 | Bōkyaku no Senritsu               | J.C.Staff                   | Composición de la serie Guionista (#1-26)                                             | [ 14 ]              |
| 2006 | Ouran High School Host Club       | Bones                       | Composición de la serie Guionista (#1-26)                                             | [ 4 ] [ 15 ]        |
| 2008 | Nodame Cantabile: Paris-hen       | J.C.Staff                   | Composición de la serie Guionista (#1-11)                                             | [ 16 ]              |
| 2010 | Star Driver: Kagayaki no Takuto   | Bones                       | Composición de la serie Guionista (#1-25)                                             | [ 4 ] [ 17 ]        |
| 2014 | Captain Earth                     | Bones                       | Composición de la serie Guionista (#1-25)                                             | [ 4 ] [ 18 ]        |
| 2016 | Bungō Stray Dogs                  | Bones                       | Composición de la serie Guionista (#1-12)                                             | [ 19 ]              |
| 2016 | Bungō Stray Dogs 2                | Bones                       | Composición de la serie Guionista (#13-25)                                            | [ 20 ]              |
| 2019 | Bungō Stray Dogs 3                | Bones                       | Composición de la serie Guionista (#26-37)                                            | [ 21 ]              |
| 2023 | Bungō Stray Dogs 4                | Bones                       | Composición de la serie Guionista (#38-50)                                            | [ 22 ]              |
| 2023 | Bungō Stray Dogs 5                | Bones                       | Composición de la serie Guionista (#51-61)                                            | [ 23 ]              |
| 2025 | Mobile Suit Gundam GQuuuuuuX      | Sunrise Studio Khara        | Composición de la serie Guionista (#1, 3-12)                                          | [ 24 ]              |

### Películas
| Año  | Anime                                                                                   | Estudio        | Funciones                         | Refs.  |
| ---- | --------------------------------------------------------------------------------------- | -------------- | --------------------------------- | ------ |
| 1995 | Bishōjo Senshi Sailor Moon SuperS: Sailor 9 Senshi Shūketsu! Black Dream Hole no Kiseki | Toei Animation | Guionista                         | [ 25 ] |
| 1999 | Shōjo Kakumei Utena: Adolescence Mokushiroku                                            | J.C.Staff      | Guionista                         | [ 26 ] |
| 2003 | RahXephon: Tagen Hensōkyoku                                                             | Bones          | Guionista                         | [ 27 ] |
| 2006 | Top wo Nerae! & Top wo Nerae 2! Gattai Movie!!                                          | Gainax         | Guionista                         | [ 28 ] |
| 2007 | Evangelion: 1.0 You Are (Not) Alone                                                     | Khara          | Guionista asistente               | [ 29 ] |
| 2009 | Redline                                                                                 | Madhouse       | Composición de la serie Guionista | [ 30 ] |
| 2012 | Evangelion: 3.0 You Can (Not) Redo                                                      | Khara          | Guionista asistente               | [ 31 ] |
| 2013 | Star Driver the Movie                                                                   | Bones          | Guionista                         | [ 32 ] |
| 2018 | Bungo Stray Dogs: Dead Apple                                                            | Bones          | Guionista                         | [ 33 ] |
| 2021 | Evangelion: 3.0+1.0 Thrice Upon a Time                                                  | Khara          | Guionista asistente               | [ 34 ] |

### OVAs
| Año  | Anime                           | Estudio               | Funciones        | Refs.  |
| ---- | ------------------------------- | --------------------- | ---------------- | ------ |
| 2000 | FLCL                            | Gainax Production I.G | Guionista (#1-6) | [ 35 ] |
| 2004 | Top wo Nerae 2! Diebuster       | Gainax                | Guionista (#1-6) | [ 36 ] |
| 2017 | Bungou Stray Dogs: Hitori Ayumu | Bones                 | Guionista        | [ 37 ] |

### Especiales
| Año  | Anime                                      | Estudio        | Funciones      | Refs.  |
| ---- | ------------------------------------------ | -------------- | -------------- | ------ |
| 1995 | Bishōjo Senshi Sailor Moon SuperS Specials | Toei Animation | Guionista (#1) | [ 38 ] |
| 2017 | Ryū no Haisha                              | Khara          | Guionista      | [ 39 ] |

### Novelas
- 榎戸洋司, ゴッホ今泉 (1 de octubre de 1991). 爬虫類戦記: REPTILANT ARMY (en japonés). 宝島社. ISBN 978-4-796-60217-4.
- 榎戸洋司 (1 de septiembre de 2000). 少年王 (en japonés). KADOKAWA. ISBN 978-4-048-53253-2.